# Synasellus mariae
Synasellus mariae är en kräftdjursart som först beskrevs av Pedro Ivo Soares Braga 1942.  Synasellus mariae ingår i släktet Synasellus och familjen sötvattensgråsuggor. Inga underarter finns listade i Catalogue of Life.